# HLA-A
HLA-A是人類白細胞抗原（HLA）的一个基因座，位于6号染色体的6p21.3。